# Estación Villa Dolores
Villa Dolores es una estación ferroviaria ubicada en la ciudad de Villa Dolores, Departamento San Javier, Provincia de Córdoba, República Argentina.

## Servicios
No presta servicios de pasajeros desde 1993. Sus vías pertenecen a la empresa estatal de cargas Trenes Argentinos Cargas, aunque lo mantiene como un ramal inactivo.

## Historia
En el año 1905 fue inaugurada la estación, por parte del Ferrocarril Andino, en el tramo desde Estación Adolfo Rodríguez Saá hasta esta estación. 